# 楊會英
楊會英（17世紀—1644年），字嘉生，湖廣長沙府寧鄉縣人，明朝政治人物。

## 生平
楊會英風骨修偉，個性平和，是天啟四年（1624年）甲子科舉人，崇禎七年（1634年）中會試副榜，授臨湘教諭，名望甚高，九年（1636年）分考廣東鄉試取錄多名士人，不久因母親去世回鄉，在石澗建廬居住。服闋後陞任國子監學錄、助教，擢官兵部司務、兵部職方司主事，十七年（1644年）北京失陷，他徒步奔往清河莊，被大順軍隊抓拿，被殺前說：「國破君亡，死亦足矣。」，清朝追諡節愍。

## 引用
1. 1 2  同治《寧鄉縣志·卷二十六·人物一 忠義一》：楊會英，字嘉生，天啟甲子舉人，崇禎甲戌會試副榜，風骨修偉，眉髯如㦸，而性甚平和。署臨湘教官，時推為名宿，丙子粵東鄉試，聘會英分校稱得士，旋居母喪卜葬，廬於石澗，幾中溼不起。服闋陞國子學錄，尋擢兵部司務，憂憤時事；崇禎甲申京城破，徒跣奔至清河莊，為賊所及，引頸受刃曰：「國破君亡，死亦足矣。」
2. ↑  同治《臨湘縣志·卷九·秩官志》：楊會英，字嘉生，甯鄉舉人，任教諭有志節、勤於訓迪，後遷國子監助教，轉兵部職方司主事，甲申國變死難焉。
3. ↑  《欽定勝朝殉節諸臣錄·卷六·通諡節愍諸臣上》：兵部主事楊會英，寧鄉人；闖賊陷京師，被執，引頸就刃死 見一統志。